# Telescopio buscador de cometas

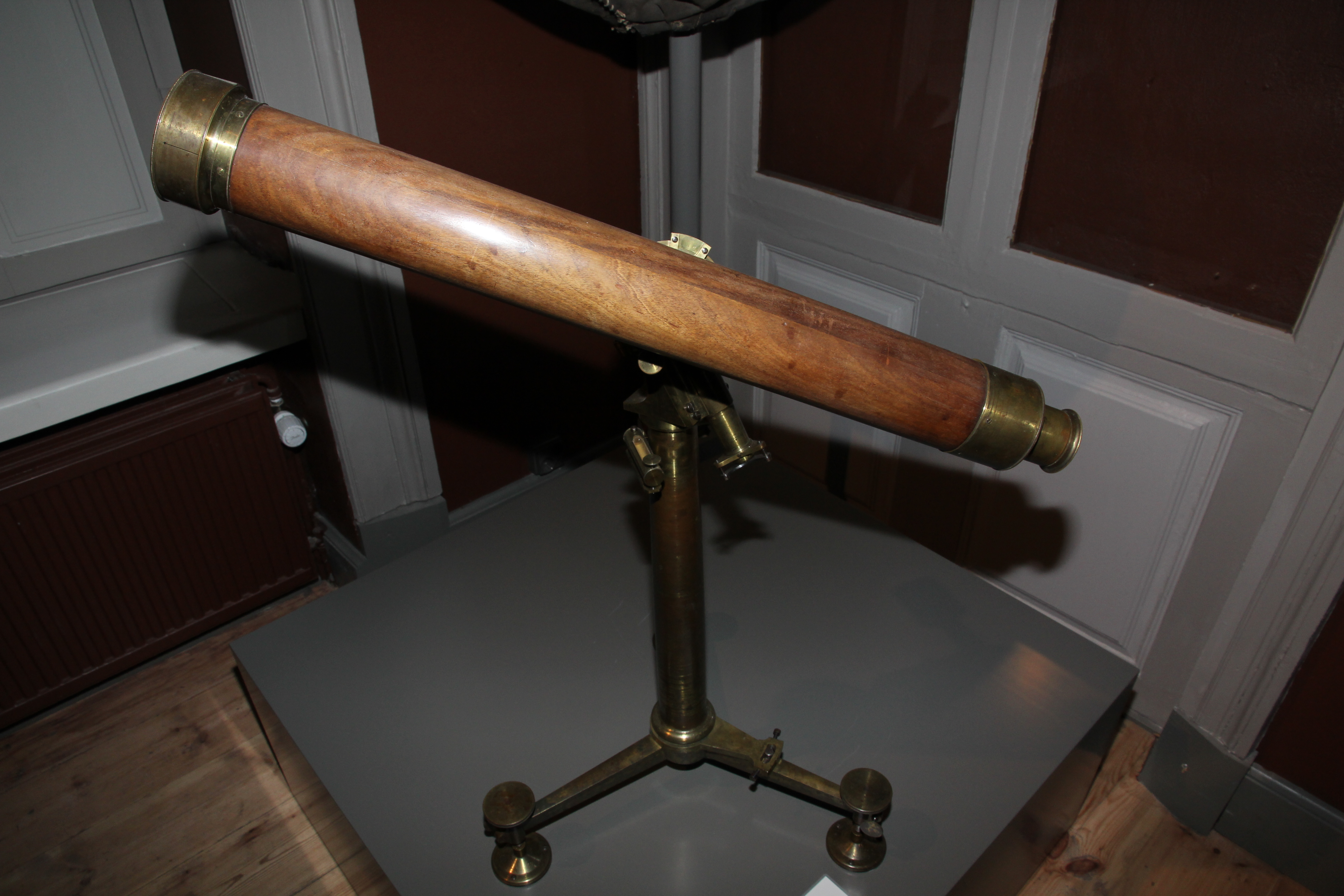
Telescopio buscador de cometas, Observatorio Universitario de Helsinki. Fabricado por Utzschneider y Fraunhofer en los años 1830.

Un telescopio buscador de cometas es un tipo especial de telescopio pequeño, adaptado especialmente para la localización de cometas: generalmente diseñado con una distancia focal corta y una apertura grande, para asegurar una gran luminosidad del instrumento.
Por ejemplo, en 1842 se añadió un telescopio buscador de cometas de  4 pulgadas (10 cm) de apertura al Observatorio Markree en Irlanda, con el que se descubrió (9) Metis en 1848.